# 勝科海事
勝科海事有限公司，簡稱勝科海事（英語：Sembcorp Marine Limited，SGX：S51），在1963年由新加坡經濟發展局（淡馬錫控股有限公司前身）和日本IHI股份有限公司合營，業務主要在亞太地區經營钻台建造、岸外与改造、维修和其他行業。前身為「裕廊船廠有限公司」。
而股份在1987年9月18日於新加坡交易所主板上市，據了解，現時為勝科工業有限公司旗下公司，持有60.74%（1,265,730,764股）股權，其他包括IHI股份有限公司關聯企業（IHI海事股份有限公司，以及IHI海事聯合股份有限公司）合共持有0.28%（5,800,000股）股權。
而總部位於新加坡丹戎吉宁路29号，邮区628054。董事長為吳玉麟，總裁為黃東燊。

## 全球网络

### 新加坡枢纽
- 海军部船厂
- 贲耐船厂
- 卡尔路船厂
- 槟兰船厂
- 丹戎吉宁船厂
- 大士林荫场

### 辅助厂（印度尼西亚）
- PT Karimun Sembawang 船厂
- PT SMOE Indonesia

## 連結
- SembcorpMarine.com.sg （页面存档备份，存于）